# Aushed
Aushed (del ruso: Аушед) es un jútor del raión de Abinsk del krai de Krasnodar en el sur de Rusia. Está situado en los campos de arroz del canal Áushedz del río Kubán, 28 km al norte de Abinsk y 49 km al suroeste de Krasnodar, la capital del krai. Tenía 69 habitantes en 2010.
Pertenece al municipio Mingrélskoye.